# Ring régional de Champagne
Le Ring régional de Champagne est un club de boxe de Reims fondé en 1937.

## Historique
À l'origine, il s'agit d'un club de boxe anglaise, d'haltérophilie et de lutte gréco-romaine. Pendant la guerre, Marcel Thil entraîne et dirige les amateurs du « Boxing Club de Champagne »,. Après-guerre, le club est dirigé par Marcel Dalsheimer et Marcel Thil. Le siège et les salles d'entrainement sont au 33, chaussée Bocquaine, sous le Stade Auguste-Delaune.   
En 1953 et 1954, Jacques Herbillon fait la renommée du club. Puis Paul Roux, qui devient champion de France en 1959, assure la relève. C'est ensuite l’ère de Robert Gallois de 1967 à 1972. Marcel Barbier dirige le RRC et manage Daniel Londas, qui arrive au club en 1977 et enflamme le complexe René-Tys. Barbier manage ensuite Gilbert Delé.

## Boxeurs emblématiques
Par ordre chronologique des naissances : 
- Henri Houdelet[6]
- Stanislas Mierzwa[7], champion de France amateur, poids welters, 1944[8],[4]
- Marcel Barbier[9], champion de France amateur, poids coqs, 1944[8],[4]
- Waïda, champion de France amateur, poids légers, 1944[8],[4]
- André Gonnet[10], champion de France amateur 1945[11],[12]
- Jacques Herbillon, champion de France poids légers (1953-1954), champion de France poids welters (1958-1959)
- Paul Roux, champion de France poids mi-lourds (1959-1963, 1964, 1965-1966)
- Jean-Claude Delgove[13]
- Robert Gallois, champion de France poids welters (1971-1972)
- Michel Chapier[14]
- Christian Poncelet[15]
- Daniel Londas, champion du monde poids super-plumes WBO (1992), champion d'Europe poids super-plumes EBU (1989-1991)
- Pascal Pate[16]
- Pascal Ragaut[17]
- André Oberlin[18]
- Gilbert Delé, champion du monde poids super-welters WBA (1991), champion d'Europe poids super-welters EBU (1989-1990)
- Jérôme Vilmain[19]
- Denis Edwige[20]

- David Kotcharian[21]
- Anne-Sophie Da Costa[22],Championne du monde poids Mouches WBF